# Vladimir Gutsaev
Vladimir Gutsaev (en georgiano: ვლადიმერ გუცაევი, en ruso: Владимир Гаврилович Гуцаев, Vladimir Gavrilovich Gutsayev; nacido el 21 de diciembre de 1952) es un exfutbolista y entrenador de fútbol georgiano de origen osetio. Gutsaev posteriormente fue miembro del Parlamento de Georgia del partido gobernante del Movimiento Nacional Unido de 2004 a 2008.

## Carrera como futbolista
Gutsaev debutó en el FC Dinamo Tbilisi en 1971, jugó como delantero de este club hasta 1986, así como para el equipo nacional de fútbol de la URSS entre 1972 y 1982. Es recordado por su gol contra el FC Carl Zeiss Jena en la final de la Recopa de Europa de 1981 que terminó con la victoria del equipo soviético, el único título europeo en la historia del club de Tbilisi. Sus otros logros incluyen ganar el campeonato de la Unión Soviética en 1978 y la Copa Soviética en 1976 y 1979.
Se retiró en 1986, habiendo jugado más de 300 partidos y habiendo marcado casi 50 goles en las competiciones de fútbol soviéticas. Gutsaev trabajó entonces como entrenador del Anorthosis Famagusta FC chipriota (1991-94), el equipo de fútbol nacional de Georgia (1997-99) y el Alania Vladikavkaz ruso (1999-2000).

## Carrera como político
En marzo de 2004 fue elegido al Parlamento de Georgia por la lista del partido del Movimiento Nacional Unido de Mikheil Saakashvili y desde entonces ha sido miembro de un Comité Parlamentario de Educación, Ciencia, Cultura y Deportes. En julio de 2004, Eduard Kokoity, líder de los secesionistas Osetia del Sur, acusó a Gutsaev de haberle ofrecido 20 millones de dólares a cambio de su «lealtad» al gobierno georgiano. Gutsaev rechazó las reclamaciones de Kokoity como un intento de «recoger puntos políticos» y dijo que su única misión con Kokoity era persuadirlo de permitir que un equipo de fútbol de Osetia del Sur participara en el campeonato nacional georgiano.